# Miscelánea Antártica
La Miscelánea Antártica es una crónica manuscrita sobre el pasado prehispánico del Perú, escrita por el clérigo español Miguel Cabello Valboa entre 1576 y 1586. Permaneció inédita hasta el siglo XIX.

## Manuscritos
El manuscrito original estuvo un tiempo en la biblioteca del Conde Duque de Olivares, luego en la del abogado madrileño don Andrés de Brizuela y en el monasterio de Monserrat de Madrid, supreso en 1807. Reaparece en dicha ciudad hacia 1892 y es entonces adquirida por el erudito mexicano Joaquín García Icazbalceta, a cuya muerte es vendida a la Universidad de Texas en Austin donde permanece hasta la actualidad.
Una copia hecha en el siglo XVIII, estuvo en París, en manos del erudito francés Henri Ternaux Compans hasta mediados del siglo XIX. Luego pasó a ser propiedad de Obadiah Rich, quien formó la famosa Rich Collection, comprada por James Lenox, de Nueva York. En 1896, al consolidarse la refundición de las bibliotecas Astor y Lenox con el archivo de la Tilden Foundation, todo el patrimonio bibliográfico y documental pasó a constituir la Biblioteca Pública de Nueva York, donde se halla esta copia hasta el momento.

## Ediciones
Fue publicado por primera vez traducida al francés en la colección Voyages, relations et memoires originaux pour servir a l'histoire de la decouverte de l'Amerique de Ternaux Compans en 1840. Retraducida al castellano en 1920, en la Colección de Libros y Documento referentes a la Historia del Perú de Horacio Urteaga y Carlos A. Romero. A mediados del siglo XX, el ecuatoriano Jacinto Jijón y Caamaño (1945) y el peruano Luis E. Valcárcel (1951) hicieron nuevas ediciones basadas esta vez en los manuscritos existentes.

## Estructura y características
La historia de Cabello Valboa es una amena y algo confusa relación de los diversos reinados de los Incas. El nombre de Miscelánea le viene bien, intercala leyendas novelescas y lances de amor que se entremezclan a los sucesos históricos, tales como la leyenda de Naymlap, los amores de Efquen Pisan, hijo del cacique de Lambayeque y Chestan Xecfuin y la historia sentimental de Quilaco Yupanqui con Curi Coillor. Este amor al lado folklórico no amengua la autoridad del cronista ya que él mismo advierte del origen tradicional de sus relatos.